# Diabolic Angel (EP)
Diabolic Angel è un extended play della band tedesca Gothic metal Bloodflowerz. Il disco è stato pubblicato da parte della Silverdust Records nel 2002 in attesa dell'uscita dell'album di debutto.

## Tracce
1. Diabolic Angel
2. Lovesick
3. Dangermix
4. Lucius14 mix
5. Darkangelmix